# Limnonectes leporinus
Limnonectes leporinus är en groddjursart som beskrevs av Andersson 1923. Limnonectes leporinus ingår i släktet Limnonectes och familjen Dicroglossidae. IUCN kategoriserar arten globalt som livskraftig. Inga underarter finns listade i Catalogue of Life.